# Juge de la mise en état
 (avril 2020).
Si vous disposez d'ouvrages ou d'articles de référence ou si vous connaissez des sites web de qualité traitant du thème abordé ici, merci de compléter l'article en donnant les références utiles à sa vérifiabilité et en les liant à la section « Notes et références ».
Pour les articles homonymes, voir JME.
En droit français, le juge de la mise en état (JME) est un magistrat du tribunal judiciaire chargé de veiller au bon déroulement du procès civil lorsque la procédure est « écrite ». Il ne s'agit pas d'une fonction spécifique ; chaque magistrat qui aura à juger les affaires de sa chambre est le juge de la mise en état de ses dossiers.
En cour d'appel, l'équivalent du juge de la mise en état est le conseiller de la mise en état.

## Description
Une affaire ne sera jugée que si elle est en état, c'est-à-dire si le dossier est complet et que les adversaires se sont communiqué mutuellement leurs arguments ainsi que leurs preuves. Le juge de la mise en état est désigné pour surveiller l'instruction d'un procès civil complexe. Il peut ordonner toutes mesures d'instruction utiles et donner des délais aux parties pour fournir les pièces nécessaires. Il peut aussi ordonner le versement d'une provision par une des parties (c’est-à-dire une somme fixée provisoirement à un certain montant mais qui peut par la suite être supprimée, diminuée ou augmentée par le juge).
Quand il considère que l'instruction est terminée et que le dossier est en état d'être jugé, il renvoie le dossier pour qu'il soit plaidé puis jugé. Le juge va rendre des jugements (qualifiés d'ordonnance) qui auront une certaine autorité. Il peut prendre des décisions juridictionnelles. Pour Roger Perrot et Loïc Cadiet, « la mise en état est passée d'une mise en état intégrée à une mise en état autonome ». Pendant longtemps, le juge de la mise en état n'était pas un juge d'instruction.
En vertu de l'article 771 du Code de procédure civile (désormais codifié à l'article 789 du Code de procédure civile), il a une compétence exclusive jusqu'à son dessaisissement. Il n'est dessaisi qu'à l'ouverture des plaidoiries. Le juge de la mise en état est compétent pour statuer sur toutes les exceptions de procédure et les incidents susceptibles de mettre fin à l'instance. Ces pouvoirs très larges ont été posés dans un décret du 28 décembre 2005. La Cour de cassation interprétait strictement l'article 771 et a refusé, dans un avis du 13 novembre 2006, que le juge de la mise en état puisse statuer sur les fins de non-recevoir. Néanmoins, depuis le Décret n°2019-1333 du 11 décembre 2019, l'article 789 du Code de procédure civile donne compétence au juge de la mise en état pour statuer sur les fins de non-recevoir. Quant aux incidents de procédure, ce sont ceux des articles 384 et 385 du code de procédure civile.  
Pendant longtemps, on a dit que ses décisions n’avaient pas autorité de chose jugée. Depuis le décret précité de 2005, il fait œuvre de juridiction. L'article 775 dispose que les ordonnances du juge de la mise en état ne sont pas revêtues de l'autorité de la chose jugée sauf exceptions (« Les ordonnances du juge de la mise en état n'ont pas, au principal, l'autorité de la chose jugée à l'exception de celles statuant sur les exceptions de procédure et sur les incidents mettant fin à l'instance ».). La formation de jugement au fond ne peut pas revenir dessus  mais les ordonnances sont susceptibles d'appel immédiat. Celui-ci ne peut être fait que dans un délai de quinze jours.
Le juge de la mise en état peut condamner une provision si l'obligation n'est pas sérieusement contestable. La provision doit être équivalente à la somme due. Ici, le juge de la mise en état a donc le même pouvoir que le juge des référés. L'ordonnance n'a pas ici autorité de chose jugée. Le juge de la mise en état peut prendre des mesures provisoires ou conservatoires. Il peut également ordonner des mesures d'instruction qui vont permettre d'aller obtenir des preuves. C'est en quelque sorte le « chef d'orchestre » de la procédure. Il est « à géométrie variable ». Dans certains cas, il ne va pas prendre de décision importante.

## Limites
Peut-il faire partie de la formation de jugement ? La Cour de cassation fait une interprétation concrète de l'impartialité. Il faudra donc regarder concrètement de quelle manière il est intervenu : 
- Si le juge de la mise en état n'a pris que des mesures d'administration judiciaire, tout ce qu'il a fait ne présume pas du fond.
- En revanche, si le juge de la mise en état a pris des décisions qui laissent penser à un préjugé sur l'affaire, on peut douter de son impartialité. Il n'y a cependant aucun texte car c'est une appréciation in concreto.

## Ordonnance de clôture
Après avoir mis l'affaire en état d'être jugée, le juge de la mise en état va prendre une ordonnance de clôture afin de passer à une nouvelle phase du procès. On parle d'« ordonnance » mais il ne s'agit que d'une mesure d'administration judiciaire. Le juge va l'apprécier souverainement et cette mesure n'a pas à être motivée. C'est une mesure d'administration judiciaire qui ne devrait pas en être une. 
L'article 783 du code de procédure civile dispose que tout ce qui serait déposé postérieurement est de plein droit irrecevable. Malgré tout, l'alinéa 2 de ce même article prévoit des tempéraments : on peut faire des demandes de loyers, intérêts et accessoires si leur décompte ne fait pas l'objet d'une contestation sérieuse. On peut faire aussi une intervention volontaire (par un tiers). 
Il y a beaucoup de contentieux jurisprudentiels. La chambre mixte de la Cour de cassation a précisé que l'ordonnance de clôture est de l'appréciation souveraine des juges du fond. La seule obligation qui repose sur le juge de la mise en état est l'obligation d'informer les parties. Avant la clôture de la mise en état, il y a la possibilité de demander un report de l'ordonnance de clôture mais le juge peut l'accepter ou pas. La question qui se pose est celle de l'hypothèse où une partie dépose des éléments peu de temps avant l'ordonnance de clôture : la 3e chambre civile de la Cour de cassation dans un arrêt du 2 février 1977 a utilisé les articles 15 et 135 du code de procédure civile pour permettre au juge de la mise en état de rejeter les conclusions et pièces déposées peu de temps avant l'ordonnance de clôture. En effet, l'article 15 du code de procédure civile fait partie des dispositions liminaires. Les parties s'obligent à se communiquer les éléments du procès en temps utile. Il contient le principe du contradictoire et tout va donc dépendre de la notion de temps utile. Cela fait appel à une appréciation in concreto. La Cour de cassation va contrôler la motivation du juge de la mise en état. 
Une fois que l'ordonnance de clôture a été prononcée, le juge de la mise en état va renvoyer l'affaire à l'audience des plaidoiries. L'article 784 du code de procédure civile permet aux parties de demander la révocation de l'ordonnance de clôture, ce qui entraîne une réouverture de la mise en l'état. On ne peut cependant le faire qu'en cas de cause grave. Le décret du 28 décembre 2005 a créé de toutes pièces la notion de « clôture partielle de la mise en état ». Il s'agit d'une sanction qui peut être infligée à une partie au procès pour imposer un certain rythme. Si une partie n'est pas diligente, le juge peut clore la mise en état à son égard uniquement. Cette partie ne peut donc plus avoir aucune initiative, elle peut cependant se défendre contre de nouveaux arguments proposés par l'autre partie.